# Scrabble
Scrabble，是一種文字圖版遊戲，通常在一塊15×15方格的圖版上，由2或4名參加者拼出詞彙而得分，在英文版中使用100個字母牌。詞彙以填字遊戲的方式橫豎列出，並必須收錄在專用的詞典裡。Scrabble由美國作家艾佛·畢斯設計，最初只有英文版。他根據1930年代的紐約時報英語出現頻率，设定不同字母的分數，如經常出現的E、N、R、S和T只值1分，而不常用的Q和Z則值10分。圖版上有不同顏色的格子，參加者可從中獲得額外分數，一次出完手中的七個字母可獲得額外50分的獎勵。
在美國和加拿大，「Scrabble」一字是孩之寶的商標，而在其他地方則是美泰兒的商標。目前，Scrabble實體版已在121個國家推出，共有29種語言版本，銷量已超過1.5億套。除了英語版之外，法語版也受到极大的欢迎。英語版所用的詞典分為北美版和世界版，北美版採用Merriam-Webster推出的官方比賽詞典2018版，而世界版則採用Collins Scrabble Wordlist詞典2019版。而法語則使用Larousse推出的ODS（官方Scrabble比賽字表）第8版詞典。
目前，Scrabble在英式英語、美式英語、法語、西班牙語、羅馬尼亞語版等均已發展出成熟的競技模式，每年舉辦的世界錦標賽吸引众多玩家参与，獲勝者可獲得豐厚獎金。

## 歷史

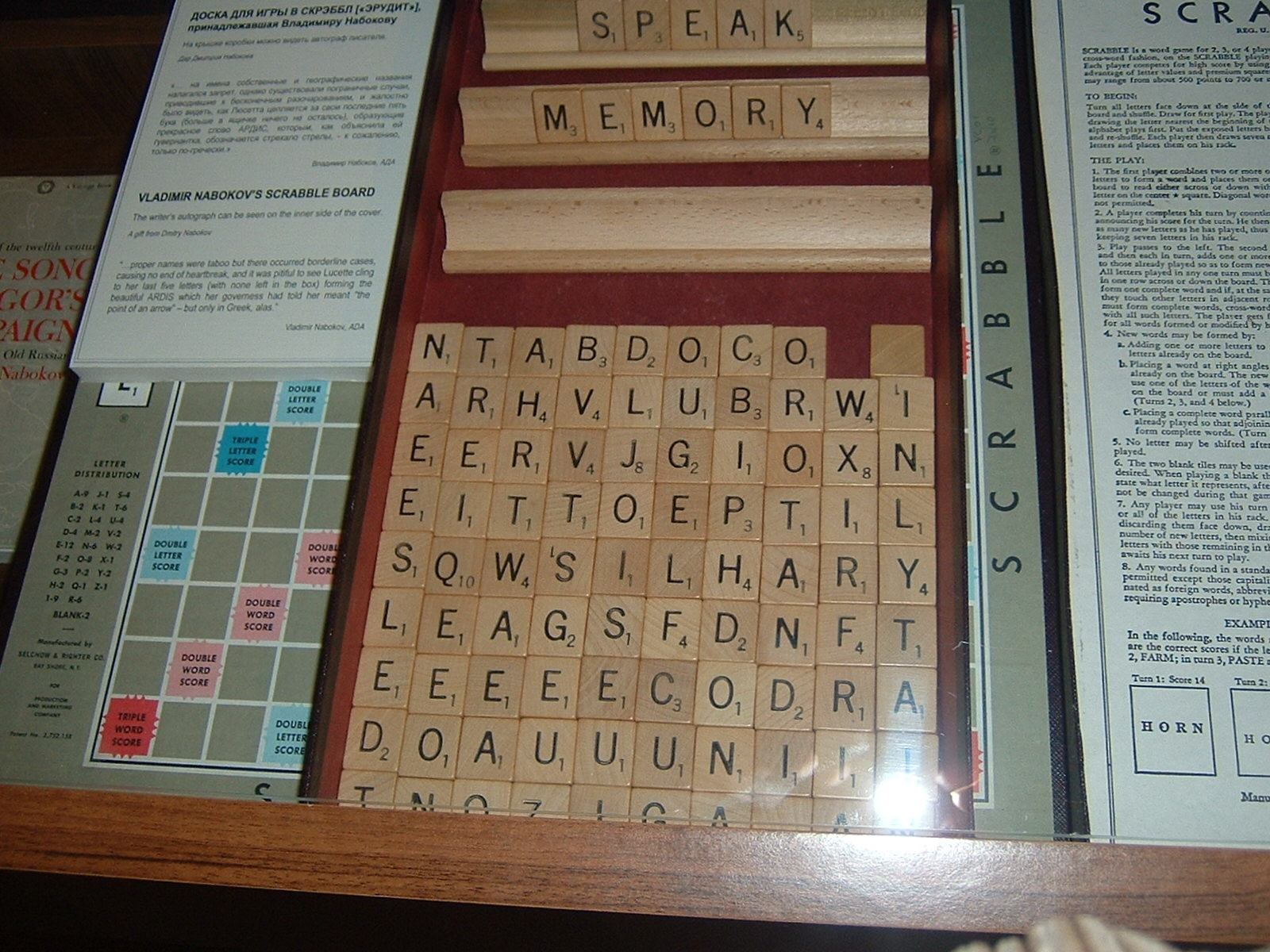
弗拉基米爾·納博可夫的Scrabble

1938年，曾任建築師的艾佛·畢斯在失業期間設計了此遊戲，字母的分數是根據其在紐約時報等報刊所作的頻率分析而訂定。遊戲最初名稱為「Criss-Crosswords」，他向當時幾間遊戲製造商推薦，但並不成功。
畢斯研究當時市面上的遊戲時歸納出三种类型，包括移动游戏、数字游戏和文字游戏。移动游戏是包括跳棋和国际象棋等游戏，数字游戏包括数独和Bingo游戏等，文字游戏包括字谜和填字游戏等。畢斯注重于文字游戏的策划，想要一款字谜和填字游戏相结合的游戏，其中既涉及技巧又需要运气。本来，这个游戏被称为"Lexico"，后来改名为"Criss-Cross Words"。
1948年，康乃狄克州居民James Brunot律師向畢斯购买生產遊戲的權利，並承諾在遊戲上寫明設計人為畢斯。Brunot保留了大部分遊戲設計，但簡化了遊戲規則，並改名為「Scrabble」，他將遊戲放到紐約著名的百貨公司Macy's販賣，遊戲漸受歡迎。
到了1953年，Brunot未能應付需求，故將生產權售予Selchow and Righter（其中一間當初拒絕生產遊戲的公司）。J. W. Spear & Sons開始在澳洲販賣此遊戲，並在1955年1月19日在英國販賣。兩家公司現已成為美泰儿的附屬公司。 1986年，Selchow and Righter將遊戲售予Coleco，之後再售予孩之寶。

## 遊戲詳情
遊戲在一塊15×15方格的圖版上進行，每一格只可放一個字母牌，2至4名參加者拼出詞彙而得分。但在正式競賽中，通常由兩人或兩隊對壘。遊戲重要的特徵在於不同顏色的加分方格：深紅色（詞彙分數乘3）、粉紅色（詞彙分數乘2）、深藍色（字母分數乘3）、淺藍色（字母分數乘2）。中間畫有星號的方格(H8)亦是粉紅色方格。

### 记分方法
游戏以「xy 词汇 分数」或「词汇 xy 分数」方式记分，其中x代表词汇所在行或列（行为数字「1至15」，列为字母「A至O」），y为词汇第一个字母所在的列或行。就算字母牌组成的词汇多出一个，也只需列出其中之一。空白牌以小写列出，而本身已在原版上的字母则以括号标出。
```
例子：

A(D)DITiON(AL) D3 74

代表「additional」在D列上，由第三行开始，其中第一个D和AL本身已有字母牌，i为空白牌，分数为74分。
```

### 遊戲程序
字母牌放在布袋中或牌面向下放在桌上，參與者各自抽出一張，最近開頭字母的先玩（空白牌為最優先）。每次出牌後，參與者從袋中取回已出的牌數，使架上保持7張字母牌，直至字母抽完為止。每一輪，參與者可以(甲)放棄出牌，得零分；(乙)當牌堆中牌數不少於七張，玩家可選擇從牌堆中換牌，得零分；(丙)出牌併出詞彙，可得分數；(丁)對上一位參與者所出的牌提出質疑(challenge)。
第一位參與者出牌時，詞彙必須通過圖版中央的星格，並最少有兩個字母。詞彙由左至右或上至下拼出，除了第一位玩家，拼字時並必須利用到圖版上已有字母牌。組成的所有詞彙均可計分。空白牌可當作任何字母。
遊戲者可前一位玩家所出的詞彙提出質疑，若證實詞彙並不存在，相關參與者要收回字母牌，該圈得零分。
遊戲結束時，玩家將總分減去手上所持牌的分數，得出最後分數；若玩家手上已沒有字母牌，將獲額外加上其他玩家手上餘下字母牌的分數。最高分者勝出。

### 計分
詞彙按以下程序計分：
- 首先，放在深藍色或淡藍色的字母分數，可乘3或乘2計算
- 將所有詞彙中的字母牌分數加起來
- 若新加的字母牌放在粉紅色方格，整個詞彙分數乘2計算
- 若新加的字母牌放在深紅色方格，整個詞彙分數乘3計算
- 若玩家一次出尽手中7张牌，可獲額外50分

每個加分方格只能用一次。

### 可接受詞彙（英文）
遊戲開始前通常會指定一本參考詞典，所有在該詞典中的詞彙及其變代形均被接納；然而，有连字符、開頭為大寫或外來詞均不計算。變體串法、俚語或粗話、過時或古時詞彙、專業用詞若符合其他條件則可被接納。
在Scrabble正式比賽中，通常備有預設的詞彙表，但很多時只列出長2至8個字母的詞彙，因為在遊戲中最常用，另外亦備有詞典以檢查長過8個字母的詞彙。最常用的詞彙表為2018年北美的NASPA Word List 2018 (NWL2018)、世界的Collins Scrabble Words (CSW)，目前最新版本為2021年推出的CSW21。
法語則使用ODS，最新版本為2020年推出的ODS8。
荷語使用Scrabble Woordenlijst (SWL)，目前最新版為SWL 2016。
羅馬尼亞語使用LOC，目前最新版為LOC 5。

### 提出質疑
若發現所出的詞彙為不被接納，玩家將要取回字母牌，該圈得零分。但對於錯誤提出質疑的玩家，各地均有不同罰則。
- 禁止出牌一圈，為NASPA (即NWL)的規則，即北美、以色列、泰國等地使用，錯誤質疑導致喪失一圈的出牌機會，因此懲罰很重，變相鼓勵使用假字偷雞。
- 對方加5分，為WESPA (即CSW)的規則，世界賽使用，每錯誤質疑一個字，對方可獲加5分，成本較低，因此較多選手願意質疑，此時像假字的真字便大派用場。
- 自動（VOID），適用於線上的比賽或遊戲，只有當該字為有效才能打出，目前已有不少比賽使用電腦或平板電腦作賽。
- 不扣分，適用於線上及私下訓練的遊戲，正式比賽不採用。

## 比賽
在正式比賽中，每名選手有25分鐘完成賽事，每次超時須扣10分以獲得一分鐘的額外時間，不限次數。而使用的字母牌是沒有刻痕，以防選手作弊。
最受注目的Scrabble大賽為：
- 世界Scrabble锦标赛（英语：World Scrabble Championship）：世界賽分為WESPAC以及Mattel與Mindsports International (MSI)合辦，前者於單數年份舉行，後者每年舉行

1. 北美Scrabble錦標賽 (NASC)：每年7月在美國舉行。
2. 法語Scrabble公開賽，每年在法語系國家舉行，法國以外亦包含非洲 (主要)、加拿大和瑞士等。

最成功的選手為Nigel Richards，他於CSW(世界字典)、TWL(北美字典)及法語世界賽均曾稱霸，被譽為Scrabble界的第一人。由於法語Scrabble在法語系國家亦被受矚目，因此作為一個不懂法語的人奪冠，在圈內極大轟動。

## 各語言版本
下表列出一些熱門的語言版本的統計數字：
| 語言         | 字母數 包括百搭 | 字母牌數 | 字母牌 總面值 | 字母牌 平均面值 | 最高頻率 的字母 | 各面值的字母總數 | 各面值的字母總數 | 各面值的字母總數 | 各面值的字母總數 | 各面值的字母總數 | 各面值的字母總數 | 各面值的字母總數 | 各面值的字母總數 | 各面值的字母總數 | 各面值的字母總數 | 各面值的字母總數 |
| 語言         | 字母數 包括百搭 | 字母牌數 | 字母牌 總面值 | 字母牌 平均面值 | 最高頻率 的字母 | 0（百搭）        | 1                | 2                | 3                | 4                | 5                | 6                | 7                | 8                | 9                | 10               |
| ------------ | --------------- | -------- | ------------- | --------------- | --------------- | ---------------- | ---------------- | ---------------- | ---------------- | ---------------- | ---------------- | ---------------- | ---------------- | ---------------- | ---------------- | ---------------- |
| 南非語       | 23              | 102      | 179           | 1.75            | 16 (E)          | 1                | 9                | 3                | 2                | 3                | 2                |                  |                  | 2                |                  | 1                |
| 阿拉伯語     | 35              | 104      | 257           | 2.47            | 10 (ﺍ)          | 1                | 4                | 14               | 6                | 3                | 2                |                  |                  | 1                |                  | 3                |
| 保加利亞語   | 31              | 102      | 230           | 2.25            | 9 (A, O)        | 1                | 9                | 5                | 3                | 2                | 5                |                  |                  | 3                |                  | 3                |
| 加泰語       | 27              | 100      | 189           | 1.89            | 13 (E)          | 1                | 10               | 3                | 3                | 2                |                  |                  |                  | 4                |                  | 4                |
| 丹麥語       | 28              | 100      | 247           | 2.47            | 9 (E)           | 1                | 4                | 5                | 8                | 7                |                  |                  |                  | 3                |                  |                  |
| 德語         | 30              | 102      | 202           | 1.98            | 15 (E)          | 1                | 9                | 4                | 4                | 4                |                  | 4                |                  | 2                |                  | 2                |
| 英語         | 27              | 100      | 187           | 1.87            | 12 (E)          | 1                | 10               | 2                | 4                | 5                | 1                |                  |                  | 2                |                  | 2                |
| 芬蘭語       | 25              | 100      | 210           | 2.10            | 10 (A, I)       | 1                | 6                | 4                | 2                | 6                |                  |                  | 2                | 3                |                  | 1                |
| 法語         | 27              | 102      | 197           | 1.93            | 15 (E)          | 1                | 10               | 3                | 3                | 3                |                  |                  |                  | 2                |                  | 5                |
| 希臘語       | 25              | 104      | 206           | 1.98            | 12 (A)          | 1                | 8                | 4                | 3                | 2                |                  |                  |                  | 3                |                  | 4                |
| 希伯來語     | 23              | 104      | 229           | 2.20            | 12 (ו)          | 1                | 5                | 4                | 3                | 3                | 3                |                  |                  | 4                |                  |                  |
| 匈牙利語     | 39              | 100      | 183           | 1.83            | 6 (A, E, K)     | 1                | 12               | 4                | 4                | 8                | 3                |                  | 4                | 2                |                  | 1                |
| 冰島語       | 33              | 104      | 218           | 2.10            | 10 (A)          | 1                | 8                | 5                | 4                | 4                | 2                | 3                | 2                | 2                | 1                | 1                |
| 意大利語     | 22              | 120      | 293           | 2.44            | 15 (O)          | 1                | 4                | 4                | 4                |                  | 5                |                  |                  | 3                |                  | 1                |
| 克羅地亞語   | 31              | 103      | 182           | 1.77            | 11 (A)          | 1                | 1                | 4                | 6                | 6                | 1                |                  |                  | 1                |                  | 2                |
| 馬來語       | 24              | 100      | 184           | 1.84            | 19 (A)          | 1                | 9                | 2                | 3                | 3                | 2                |                  |                  | 2                |                  | 2                |
| 荷語         | 27              | 102      | 193           | 1.89            | 18 (E)          | 1                | 9                | 3                | 4                | 5                | 1                | 1                |                  | 2                |                  | 1                |
| 挪威語       | 27              | 100      | 202           | 2.02            | 9 (E)           | 1                | 9                | 5                | 1                | 6                | 1                | 2                |                  | 1                |                  | 1                |
| 波蘭語       | 33              | 100      | 185           | 1.85            | 8 (A)           | 1                | 9                | 8                | 6                | 1                | 5                | 1                | 2                |                  |                  |                  |
| 葡語         | 24              | 120      | 204           | 1.70            | 14 (A)          | 1                | 9                | 4                | 3                | 4                | 1                | 1                |                  | 2                |                  |                  |
| 羅馬尼亞語^  | 23              | 100      | 186           | 1.86            | 11 (I)          | 1                | 10               | 2                | 1                | 3                | 1                | 1                |                  | 2                |                  | 2                |
| 俄語         | 34              | 104      | 210           | 2.01            | 10 (O)          | 1                | 9                | 6                | 5                | 2                | 5                |                  |                  | 3                |                  | 3                |
| 斯洛伐克語   | 42              | 100      | 267           | 2.67            | 9 (A)           | 1                | 9                | 5                | 2                | 6                | 5                |                  | 4                | 5                |                  | 5                |
| 斯洛文尼亞語 | 29              | 100      | 180           | 1.80            | 11 (E)          | 1                | 1                | 2                | 4                | 3                | 2                | 1                |                  | 1                |                  | 2                |
| 西班牙語     | 29              | 100      | 192           | 1.92            | 12 (A, E)       | 1                | 1                | 2                | 4                | 4                | 2                |                  |                  | 5                |                  | 1                |
| 捷克語       | 40              | 100      | 162           | 1.62            | 6 (O)           | 1                | 13               | 9                | 3                | 6                | 3                | 1                | 2                | 1                |                  | 1                |
| 土耳其語     | 30              | 100      | 201           | 2.01            | 12 (A)          | 1                | 8                | 5                | 4                | 4                | 3                |                  | 3                | 1                |                  | 1                |
| 威爾斯語     | 29              | 105      | 193           | 1.84            | 10 (A)          | 1                | 1                | 4                | 4                | 4                | 3                |                  |                  | 1                |                  | 2                |
| 瑞典語       | 28              | 100      | 194           | 1.94            | 8 (A, R, S, T)  | 1                | 9                | 5                | 3                | 5                |                  |                  | 2                | 2                |                  | 1                |

^使用新版，舊版的分佈為O-1、D-2、F-8、V-8、B-9、G-9、H-10、Z-10

## 字母分析

### 英語版
根據CSW15的2-8位字的統計，Scrabble字母的出現頻率如下：
排名 分值 數量 頻率
1. E，1，12，92826
2. S，1，4，76254
3. A，1，9，65718
4. I，1，9，60421
5. R，1，6，56036
6. O，1，8，49867
7. N，1，6，46719
8. T，1，6，45207
9. L，1，4，43060
10. D，2，4，32472
11. U，1，4，29843
12. C，3，2，27922
13. G，2，3，24464
14. P，3，2，23498
15. M，3，2，23362
16. H，4，2，20169
17. B，3，2，18428
18. Y，4，2，14694
19. K，5，1，12680
20. F，4，2，12007
21. W，4，2，9886
22. V，4，2，7449
23. Z，10，1，4046
24. X，8，1，2525
25. J，8，1，2264
26. Q，10，1，1428

#### 字母價值
- 從上表可見，S的頻率為第二高，僅次於獲分配12個字塊的E，但作者畢斯認為S的強度過高，因此限制S的數量至4個，增加遊戲難度。
- C的頻率是非1分字母中第二高的，僅次於D，卻只獲分配2個字母，面值被高估。但C是幾乎沒有兩字母字詞的，僅在國際版收錄了Ch一字，而北美版更是未有收錄，因此C雖然在遊戲的前期和中期擁不俗的強度，但在尾局卻不時成為麻煩。
- 在TWL字典中，J和Q的頻率極低，是普遍認為最難打出的字母，它們雖然獲分配極高面值，但與它們同樣擁高面值的X和Z卻被廣泛認為極高價值，因為它們除了較容易打出外，很多俚語都會經常使用這兩個字母，而字典發行商則在增訂版本中增加大量俚語，使X和Z的價值極高。[3]
- 在CSW字典中，隨著越來越多J字加入(如Ja)，J的頻率已追近X，因此CSW玩家普遍認為J的價值比起過往已大幅提升，甚至有可能屬正期望值。Z的強度是公認的頂級，在CSW版有ZO亦令Z的價值更大。X的強度體現於AX、EX、XI、OX、XU剛好5個兩位字可配搭所有元音，因此但輕易地獲得大量分數。
- V的面值被認為有所低估，因為V除了沒有兩字母字詞外，在字典的頻率也不高，並且屬於硬輔音字母(即不能搭配S和T等)。W和F同樣頻率偏低，比5分的K更低，K的強度不俗，並且是軟輔音，因此是很不錯的字母，可以獲得大量分數。
- H雖然是英文使用高頻率的字母，原因在於"th-"字在日常英語經常出現。但在字典字母卻不高，實際收錄的頻率只排在第15位，但仍屬強勢字母。並且H卻有利於字母搭配，與C、G、P、S、T和W等都產生巨大的協同效應。
- Y、D、G是極常見用作結尾的字母，因-y是常見的副詞和形容詞組合，而-ed和-ing亦是極常見的時態組合。但除用在結尾外，它們的頻率卻不高，G被普遍認為強度低，而Y更是不利於Bingo的打出。雖然如此，D的強度仍是相當可觀的，因ED結尾組合是非常強力的配搭，而E有12個字母。
- U的頻率是1分字中最低的，據BBC分析認為，U若非用作配搭Q，實際價值並不高，應在遊戲中盡快打出，U是被認為面值被低估的字母。[4]

總括而言，S是英文版Scrabble價值最高的字母，Scrabble專家Barry Grossman建議使用S時應慎用，在可獲得分數顯著增加才打出，而Q則被視為價值最低的字母。

### 法語版
根據2016年推出的法語官方Scrabble字典ODS7，只計算長度為2-8的字當中的字母頻率如下：
| 排名 | 字母 | 分值/數量 | 頻率   |
| ---- | ---- | --------- | ------ |
| 1    | E    | 1/15      | 115211 |
| 2    | A    | 1/9       | 83834  |
| 3    | S    | 1/6       | 76439  |
| 4    | I    | 1/8       | 62287  |
| 5    | R    | 1/6       | 59722  |
| 6    | T    | 1/6       | 55486  |
| 7    | N    | 1/6       | 42601  |
| 8    | O    | 1/6       | 42445  |
| 9    | U    | 1/6       | 34466  |
| 10   | L    | 1/5       | 32624  |
| 11   | C    | 3/2       | 27011  |
| 12   | P    | 3/2       | 19656  |
| 13   | M    | 2/3       | 19643  |
| 14   | D    | 2/3       | 18427  |
| 15   | G    | 2/2       | 15843  |
| 16   | B    | 3/2       | 14904  |
| 17   | Z    | 10/1      | 11810  |
| 18   | F    | 4/2       | 11454  |
| 19   | H    | 4/2       | 10040  |
| 20   | V    | 4/2       | 9542   |
| 21   | Y    | 10/1      | 4058   |
| 22   | Q    | 8/1       | 3308   |
| 23   | X    | 10/1      | 3168   |
| 24   | J    | 8/1       | 2440   |
| 25   | K    | 10/1      | 2064   |
| 26   | W    | 10/1      | 541    |

#### 字母價值
- 與英語版一樣，S在法語版的頻率亦是輔音字中最高的，因法語在眾數詞後亦會加S，令S有極強大的接尾能力，但數量只被限制至6個，因此價值極高。
- R和T是緊隨S後的高頻率輔音字母，而-er和-at、-ait是法語極常見的後綴，因此R和T亦擁有非常強大的接尾能力和造字能力。
- E是法語最高頻率的字母。在法語，一個陽性詞後加e會變成陰性詞，而e-的前綴亦是很常見，因此E的價值亦相當高。
- A和I的頻率亦很高，亦是有強大的後置和造字能力，如-a、-ai。
- U的頻率不高但有6個，使Q的打出難度降低，因此Q分數高，和Z並列，同樣有10分。
- 和英語版一樣，C的價值亦是被嚴重低估，其頻率高於任何非1分字，而和英語版不同的是，C在法語版有大量雙字母詞語，與ca、ce、ci、oc等，因此C的價值極高。反之，兩分字D、G的價值均被高估。除了頻率較低之外，D和G因在法語沒有如英語般有常用的結尾，因此價值較低。
- Z是法語Scrabble中價值被最嚴重低估的字母，-ez和-iez是法語常見的後綴，造字和接尾能力極強，而頻率更高於不少4分字母，實際面值只有約4-5分，卻是被安排為10分之面值，相對價值最高的字母。
- X和Y雖然的頻率雖然不高，但面值的10分亦是被高估，而且打出難度不高，是屬於有正期望值收益的字母。
- Q與眾多語言一樣，屬於問題字母，由於法語-que組合常見，加上日常英語使用頻率遠高於字典頻率(que、qui)，使其面值僅被安排8分，但因絕大多數情況均需要搭配U打出，因此是屬於負期望值的字母，其面值被低估。V的情況亦類似，在字典頻率低，但因在日常頻率較高而僅被安排為4分，其頻率甚至比面值10分的Z更低。
- K和W是原生法語不採用的字母，僅用於外來語和俚語。但K的外來語輸入相對較高，打出難度又低，因此玩家往往能靠K獲得不俗的分數。但W則是另一大問題字母，其頻率是法語中最低的，含W的長度2-4字母的詞語，在最新的ODS7也不高於50個，2-8長度也只得約500個，打出難度高之餘製造「Bingo」的價值亦低，和Q並列為期望收益值最低的字母。[6]

總括而言，Z是法語Scrabble相對價值最高的字母，應慎用。而Q和W則為最低，玩家若在抽中W後應盡快打出，而Q則需要考慮U的打出情況，因為Q的頻率不算太低，若搭配U亦有不俗的造字能力。

## 紀錄
以下列出關於Scrabble的紀錄：
- 最高分(OSPD) — 770，1993年由Mark Landsberg所創出[7]
- 最高分(OSW) — 793，1999年由Peter Preston所創出[7]
- 最高分(SOWPODS) — 750，2002年由Joan Rosenthal所創出
- 合計最高分(OSPD) — 1111 (653–458) 由Ira Cohen及Bruce D'Ambrosio於2001年所創出[7]
- 合計最高分(SOWPODS) — 1082 by Helen Gipson and David Webb, 2000.[7]
- 最高落敗分數(OSPD) — 539，2001年由Joel Sherman創出，對手David Poder僅以541分勝出[7]
- 最高打和分數(OSPD) — 502–502，1997年由John Chew及Zev Kaufman創出
- 最高首着分數(OSPD) — BEZIQUE，值124分，1998年由Sam Kantimathi創出，而首着最高分數的詞彙應是MUZJIKS，值128分
- 最高分的一步(OSPD) BRAZIERS，值311分，1997年由T. A. Sanders創出
- 最高分的一步(SOWPODS) CAZIQUES，值392分，由Karl Khoshnaw創出[8]
- 最高平均分（兩天賽事）(OSPD) — 467分，1997年，Joel Sherman於11盤內的平均分

其他紀錄可參考Total Scrabble（页面存档备份，存于），關於Scrabble紀錄的非正式來源。

## 國際版本
其他國家有推出當地版本，如瑞典版的Scrabble稱為Alfapet。2005年，威尔士语版本推出，加入了當地字母的牌，如ch、dd、ff、ng、ll、ph、rh及th。

## 遊戲版本

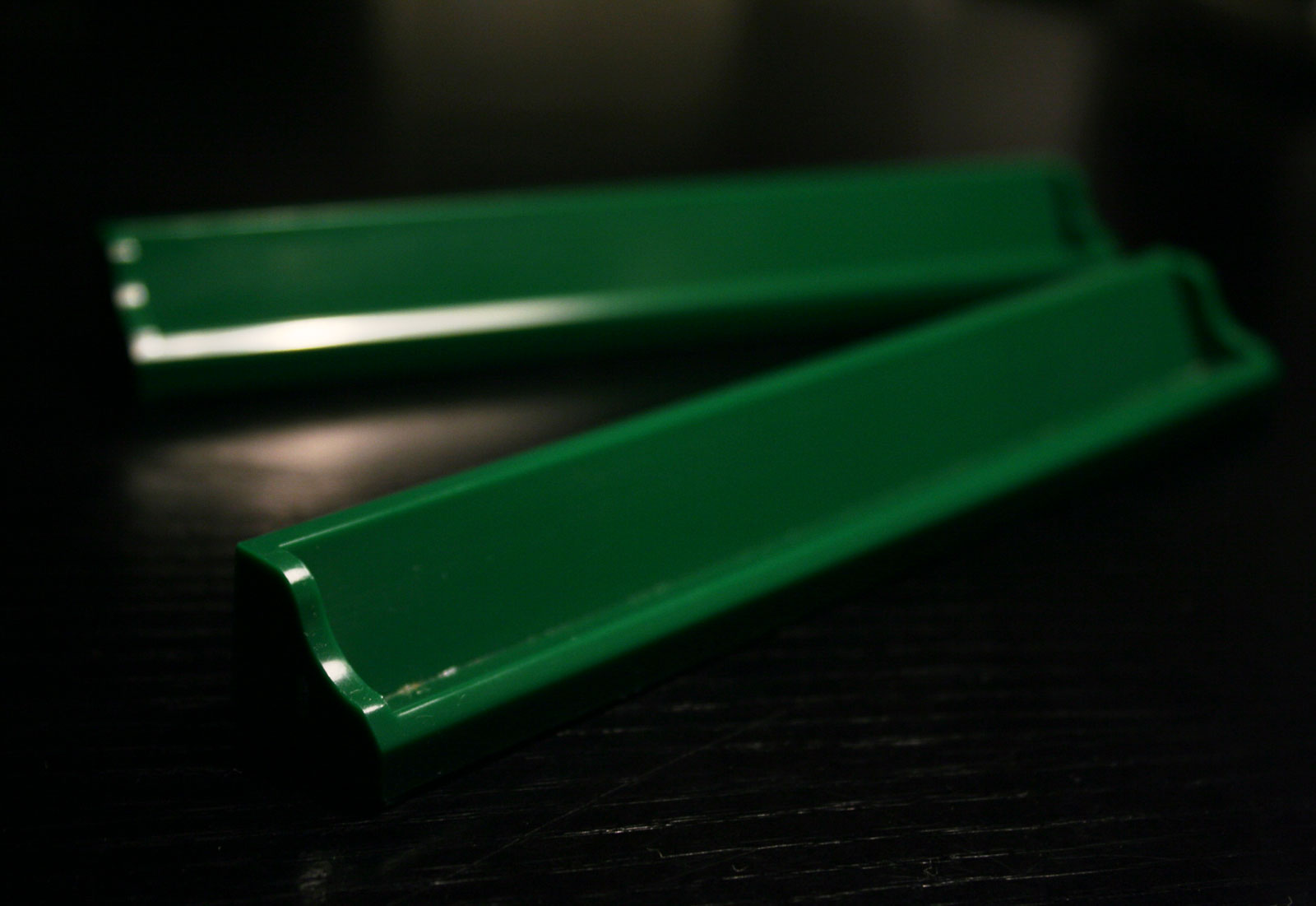
一對綠色塑膠牌架

市面曾推出過不少版本，如旅行裝、豪華版等。原裝版本的字母牌為木製，現時不少豪華版均「復古」使用木製牌。

## 流行文化
Scrabble經常出現在西方的文學、電視、音樂和電影等流行文化中，如靈界以字母牌傳遞訊息。

## 类似的游戏
其他文字游戏拼字游戏的衍生和发展。与朋友游戏的名言有很多相似之处拼字游戏。 香蕉拼字游戏的规则类似Scrabble，在两游戏中排列的单词间都必须连锁。

## 拼字帮助工具
Scrabble在线的普及导致各种拼字游戏的帮助工具，如拼字游戏的Word Finder和拼字游戏金手指板的发展 
Quackle是一個蒙地卡羅的演算程式，可以分析每一回合的建議走法，適合中高手使用。
Zyzzyva則是一個拼字學習程式，包含多個模式學習不同的字母組合。

## 參閱
- CSW
- 易位构词游戏

## 外部連結
- 美國專利第2,752,158号
- 孩之寶scrabble網頁
- 美國Scrabble聯會（页面存档备份，存于）
- 英國Scrabble玩家聯會（页面存档备份，存于）
- 澳洲Scrabble聯會（页面存档备份，存于）
- Scrabble Word Finder 文字寻找工具（页面存档备份，存于）
- Scrabble問與答